# 宮城県道65号気仙沼本吉線
宮城県道65号気仙沼本吉線（みやぎけんどう65ごう けせんぬまもとよしせん）は、宮城県気仙沼市を通る県道（主要地方道）である。

## 概要
気仙沼市郊外の国道45号（気仙沼バイパス）から山間部を経由して市内本吉町津谷地区の気仙沼市役所本吉総合支所前の国道346号（現道）に至る主要地方道。旧気仙沼市と旧本吉町の間は幅員狭小のため、大型車の通行が困難となっている。
宮城県道の主要地方道としては番号が最も大きい路線である。

### 路線データ
- 実延長 : 16,539.8 m[2]
- 起点 : 気仙沼市上田中（国道45号交点）
- 終点 : 気仙沼市本吉町津谷舘岡（国道346号交点）

## 歴史
- 1973年（昭和48年）5月1日 - 県道「気仙沼本吉線」として路線認定される。[3]
- 1993年（平成5年）
  - 5月11日 - 建設省から、県道気仙沼本吉線が気仙沼本吉線として主要地方道に指定される[4]。
  - 10月19日 - 県道番号が決定[5]され、従前の一般県道216号[6]から、県道65号に変更される。（12月1日より施行）

## 地理

### 通過する自治体
- 気仙沼市

### 交差する道路
- 国道45号（気仙沼市上田中、起点）
- 国道346号（気仙沼市本吉町津谷舘岡、終点）

### 沿線にある施設など
- 牧沢公園
- 気仙沼市 本吉総合支所

### 交通量[7]
令和３年度・12時間交通量
- 気仙沼市田中 - 3,074台